# Travná hora
Travná hora är ett berg i Tjeckien.   Det ligger i regionen Olomouc, i den östra delen av landet, 180 km öster om huvudstaden Prag. Toppen på Travná hora är 1 128 meter över havet, eller 306 meter över den omgivande terrängen. Bredden vid basen är 14,5 km.
Terrängen runt Travná hora är huvudsakligen kuperad.Runt Travná hora är det ganska glesbefolkat, med 23 invånare per kvadratkilometer. Närmaste större samhälle är Jeseník, 13,5 km öster om Travná hora. I omgivningarna runt Travná hora växer i huvudsak blandskog.